# Brottsplats Mallorca
Brottsplats Mallorca (engelska: The Mallorca Files) är en tysk-brittisk kriminal- och dramaserie vars första säsong hade premiär den 24 november 2019. Första säsongen bestod av tio avsnitt. Seriens andra säsong bestående av sex avsnitt hade premiär i februari 2021. Serien har blivit förnyad med en tredje säsong med planerad premiär sent 2023 eller tidigt 2024. Serien är skapad av Dan Sefton som också skrivit seriens manus. Serien har sänts på SVT.

## Handling
Serien utspelar sig på Mallorca och kretsar kring en brittiska kriminalkommissarien Miranda Blake och hennes tyska kollega Max Winter som tillsammans löser brott på öarna.

## Rollista i urval
- Elen Rhys - Miranda Blake
- Julian Looman - Max Winter
- María Fernández Ache - Inés Villegas
- Nacho Aldeguer - Federico Ramis
- Alex Hafner - Roberto Herrero
- Nansi Nsue - Luisa Rosa
- Tábata Cerezo - Carmen Lorenzo